# François Civil
François Civil (París, 29 de enero de 1990) es un músico y actor de teatro, cine y televisión francés que ha trabajado en producciones francesas e inglesas.

## Filmografía

### Cine

##### Años 2000
- 2005 : Le Cactus de Gérard Bitton y Michel Munz : Patrick, niño
- 2007 : Molière de Laurent Tirard : Louis Béjart, de 14 años
- 2008 : Soit je meurs, soit je vais mieux de Laurence Ferreira Barbosa : Martial Dulac
- 2008 : Sur ta joue ennemie de Jean-Xavier de Lestrade : Milan
- 2008 : 15 ans et demi de François Desagnat y Thomas Sorriaux

##### Años 2010
- 2010 : Bus Palladium de Christopher Thompson : Mario
- 2011 : Nos résistances de Romain Cogitore: Racine
- 2011 : Une pure affaire de Alexandre Coffre : Tom
- 2011 : Elles de Małgorzata Szumowska : Florent
- 2012 : La Stratégie de la poussette]ñ de Clément Michel : François
- 2013 : 20 ans d'écart de David Moreau : Un estudiante
- 2013 : Macadam Baby de Patrick Bossard : Thomas
- 2013 : Fonzy de Isabelle Doval : Hugo
- 2014 : Frank de Lenny Abrahamson : Baraque
- 2014 : ''As Above, So Below de John Erick Dowdle : Papillon
- 2015 : Made in France de Nicolas Boukhrief : Christophe
- 2016 : Five de Igor Gotesman : Timothée
- 2017 : Ce qui nous lie de Cédric Klapisch : Jérémie
- 2017 : Burn Out de Yann Gozlan : Tony
- 2019 : Le Chant du loup de Antonin Baudry : Chanteraide
- 2019 : Celle que vous croyez de Safy Nebbou : Alex
- 2019 : Mon inconnue de Hugo Gélin : Raphaël
- 2019 : Deux Moi de Cédric Klapisch : Rémy

##### Años 2020
- 2021 : BAC Nord de Cédric Jimenez : Antoine
- 2022 : En corps de Cédric Klapisch : Yann
- 2022 : Buzz l'Éclair de Angus MacLane : Buzz l'Éclair (voz)
- 2023 : Les Trois Mousquetaires : D'Artagnan de Martin Bourboulon : D'Artagnan
- 2023 : Une zone à défendre de Romain Cogitore : Greg
- 2023 : Les Trois Mousquetaires : Milady de Martin Bourboulon : D'Artagnan
- 2024 : Pas de vagues de Teddy Lussi-Modeste : Julien
- 2024 : Corazones rotos de Gilles Lellouche : Clotaire

### SeriesTV
2015-2020 : Call My Agent! - Dix pour cent. (France 2, 4 temporadas, 24 episodios) de Fanny Herrero : Hyppolite Rivière

### Cortometrajes
- 2008 : Flirts de Lionel Dos Santos : Xavier
- 2009 : Omar de Sébastien Gabriel : Arthur
- 2009 : Dans nos veines de Guillaume Senez : Lionel
- 2011 : Five de Igor Gotesman : Timothée
- 2012 : Vacances de Frédéric Doll : Romain
- 2013 : Pour le rôle de Pierre Niney : François
- 2014 : La Nuit de Pierre Niney de Pierre Niney
- 2014 : Les Baumettes de Hugo Gélin : Jean-Louis Raphel
- 2014 : Le Fantôme de merde de Raphaël Descraques : Fantasma
- 2018 : Bite con merde de Côme Levin : Joven en la floristería[2]

## Otras actividades
François Civil es un fotógrafo aficionado, con preferencia por la fotografía cinematográfica de formato medio . Una serie de fotografías tomadas por él titulada "Cambodge" fue expuesta en el Atelier Couronnes de París, entre octubre y noviembre de 2017, con motivo de los Rencontres Photographies du 10e. En una entrevista para Madame Figaro en abril de 2019, anunció que estaba trabajando en un proyecto fotográfico en torno a su ansiedad por el paso del tiempo, por el envejecimiento , y que este proyecto vería la luz dentro de unos veinte años .

### Música
Civil también es músico, toca el bajo , la guitarra y el piano. De 2009 a 2018, formó parte del grupo de electro-folk/rock alternativo Collective Kingdom, del cual es cantante , guitarrista y compositor.
En marzo de 2014, compuso la música original para el cortometraje La Nuit de Pierre Niney , dirigido por su viejo amigo Pierre Niney para la promoción del perfume La nuit de l'homme de Yves Saint Laurent. En diciembre de 2022, compuso con Ferdinand Cros la música para el cortometraje Here & Now del perfume Bois d'Argent de Christian Dior, protagonizado y dirigido por Pierre Niney .

### Moda
En mayo de 2021, se convierte en el nuevo embajador de la casa italiana de alta joyería Bulgari.

## Vida privada
Habla francés, inglés, español  e italiano. Además, Ha estado escalando desde 2016, también tiene afición por dicho deporte.
Civil tiene una despigmentación en la piel de los brazos y un mechón de pelo blanco desde los quince años. Le dijo a la revista francesa Paris Match en 2019 que ningún médico pudo decirle por qué, pero cree que esto sucedió debido al estrés.

## Teatro
| Año     | Título    | Autor          | Director      | Notas             | Ref.  |
| ------- | --------- | -------------- | ------------- | ----------------- | ----- |
| 2010–11 | Le Carton | Clément Michel | Arthur Jugnot | Palais des Glaces | [ 3 ] |